# Vardaman (Mississippi)
Pour les articles homonymes, voir Vardaman.
Vardaman est une ville américaine située dans le comté de Calhoun, dans le Mississippi. Selon le recensement de 2020, sa population est de 1 110 habitants.